# Geneviève Gosselin
Geneviève-Adélaïde Gosselin (1791-París, 17 de junio de 1818) fue una bailarina francesa .
Era la hija de un maestro de baile, siendo la hermana mayor de varios bailarines de gran reputación del Ballet de la Ópera de París entre los años 1810 y los años 1830: Constance Gosselin, esposa del bailarín Anatole; Louis Gosselin, primer bailarín en París y Londres; Henriette Gosselin, bailarina en la Ópera entre 1821 y 1830.
Estudiante de Jean-François Coulon, Geneviève Gosselin es contratada por la Ópera Nacional de París en 1806. En 1815, es la heroína de Flora et Zéphire, uno de los primeros ballet románticos, compuesto de Didelot.
Excelente técnicamente, es la primera en desarrollar el arte de subir sobre las puntas, a partir 1813. Una muerte prematura, a la edad de 27 años, interrumpirá su prometedora carrera. La crítica de la época verá en Marie Taglioni la reencarnación de Gosselin.